# Edwig van Hooydonck
Edwig van Hooydonck, nacido el 4 de agosto de 1966 en Ekeren (Bélgica), es un exciclista belga, profesional entre 1986 y 1996. Fue un buen clasicómano, ganador de dos ediciones del Tour de Flandes y cuatro de la Flecha Brabanzona, entre otras carreras de prestigio. Se retiró del ciclismo profesional cuando el uso de EPO se extendió en el pelotón, al ver que no podía ser competitivo sin doparse.

## Palmarés
1987
- Flecha Brabanzona
- 1 etapa de la Vuelta a los Países Bajos

1988
- De Drie Zustersteden
- Gran Premio Eddy Merckx
- Vuelta a Andalucía, más 1 etapa
- 1 etapa del Tour del Mediterráneo

1989
- Tour de Flandes
- Gran Premio de Denain
- Kuurne-Bruselas-Kuurne

1990
- 2.º en el Campeonato de Bélgica en Ruta
- A través de Flandes

1991
- Tour de Flandes
- Flecha Brabanzona
- Gran Premio la Marsellesa
- Schaal Sels

1992
- Tour de Irlanda
- 1 etapa de la Vuelta a España
- Gran Premio de Denain
- Gran Premio Ouverture la Marsellesa

1993
- Flecha Brabanzona
- 1 etapa del Tour de Romandía
- 1 etapa del Tour de Luxemburgo
- Stadsprijs Geraardsbergen

1995
- Flecha Brabanzona

## Resultados
Durante su carrera deportiva ha conseguido los siguientes puestos en Grandes Vueltas y carreras de un día.

### Clásicas, Campeonatos y JJ. OO.
| Carrera                | Carrera                | 1987 | 1988  | 1989  | 1990  | 1991  | 1992 | 1993  | 1994 | 1995  | 1996 |
| ---------------------- | ---------------------- | ---- | ----- | ----- | ----- | ----- | ---- | ----- | ---- | ----- | ---- |
| Omloop Het Nieuwsblad  | Omloop Het Nieuwsblad  | —    | 12.º  | 67.º  | 2.º   | 3.º   | 52.º | 47.º  | 25.º | 2.º   | 5.º  |
| Kuurne-Bruselas-Kuurne | Kuurne-Bruselas-Kuurne | —    | —     | 1.º   | —     | —     | 84.º | X     | 66.º | —     | —    |
|                        | Milán-San Remo         | —    | —     | —     | —     | 13.º  | 11.º | —     | —    | 33.º  | 93.º |
| A Través de Flandes    | A Través de Flandes    | —    | 23.º  | —     | 1.º   | —     | —    | 49.º  | —    | —     | 2.º  |
| Gante-Wevelgem         | Gante-Wevelgem         | —    | —     | —     | 72.º  | 162.º | —    | —     | 93.º | 35.º  | 69.º |
|                        | Tour de Flandes        | 27.º | 22.º  | 1.º   | —     | 1.º   | 3.º  | 7.º   | 9.º  | 42.º  | 26.º |
| Scheldeprijs           | Scheldeprijs           | —    | 103.º | —     | —     | —     | —    | 102.º | —    | —     | —    |
|                        | París-Roubaix          | 5.º  | 19.º  | 3.º   | 3.º   | 17.º  | 18.º | 6.º   | 40.º | 13.º  | —    |
| Flecha Brabanzona      | Flecha Brabanzona      | 1.º  | 4.º   | 7.º   | 7.º   | 1.º   | 4.º  | 1.º   | 5.º  | 1.º   | 2.º  |
| Amstel Gold Race       | Amstel Gold Race       | —    | 25.º  | 39.º  | 66.º  | 14.º  | 45.º | 79.º  | 47.º | 30.º  | —    |
|                        | Lieja-Bastoña-Lieja    | —    | 32.º  | —     | 108.º | 9.º   | 10.º | 32.º  | 47.º | 60.º  | —    |
| Wincanton Classic      | Wincanton Classic      | —    | —     | —     | 12.º  | 18.º  | —    | —     | —    | 25.º  | —    |
| Clásica San Sebastián  | Clásica San Sebastián  | 25.º | 28.º  | 18.º  | 147.º | 35.º  | —    | 61.º  | —    | 64.º  | —    |
| Campeonato de Zúrich   | Campeonato de Zúrich   | 5.º  | 19.º  | 27.º  | —     | 5.º   | —    | —     | —    | 59.º  | —    |
| GP de las Américas     | GP de las Américas     | —    | —     | —     | —     | 9.º   | —    | —     | —    | —     | —    |
| París-Tours            | París-Tours            | 14.º | 12.º  | 110.º | 106.º | 119.º | 10.º | 59.º  | 55.º | 105.º | —    |
| Mundial en Ruta        | Mundial en Ruta        | —    | 77.º  | Ab.   | —     | 49.º  | —    | —     | Ab.  | —     | —    |
| Bélgica en Ruta        | Bélgica en Ruta        | 28.º | 5.º   | 12.º  | 2.º   | 42.º  | 6.º  | 10.º  | 4.º  | 59.º  | —    |

—: No participa 

Ab.: Abandona 

X: No se disputó

## Récords y marcas personales
Ciclista con más victorias en la Flecha Brabanzona (4 victorias)